# Soatsaki
Soatsaki (Žena od perja, Žena Pero; Feather Woman; Soatsaki, Sooa'tsaakii, So-at-sa-ki u Blackfootu) tragična je junakinja mitske ljubavne priče kod Blackfoot Indijanaca. Imala je sina, Zvjezdanog dječaka (Poia) sa Jutarnjom zvijezdom (Apisirahts, sinom  Sunca i Mjeseca). Žena od perja i njezin sin, Zvjezdani dječak, važne su figure u Sunčevom plesu kod Crnih stopala.

## Priča o Ženi od perja
Jednom u vrućem ljetnom vremenu, ljupka djevojka, po imenu Feather Woman, spavala je među visokim prerijskim travama pokraj svoje kolibe. Probudila se baš kad je izlazila jutarnja zvijezda. Dok je gledala u njegov sjaj, činio se tako lijep da ga je zavoljela svim srcem. Probudila je svoju sestru, koja je spavala kraj nje, i rekla: "O, sestro, pogledaj Jutarnju zvijezdu! Ja se neću udati ni za koga osim za tu Zvijezdu!"
Sestra joj se nasmijala i, ustajući, otrčala u logor i ispričala što je rekla Žena Pero, a ljudi su joj se svi rugali i smijali. Ali Žena Pero nije obraćala pažnju na njihove neljubazne riječi, nego je svaki dan ustajala u zoru i gledala u Jutarnju zvijezdu.
Jednog ranog jutra, dok je išla sama do rijeke, da donese vode za kolibu, ugledala je blistavog mladića kako stoji na riječnom putu.
"Žena Pero," rekao je, smiješeći se, "Ja sam Jutarnja Zvijezda. Vidio sam te kako gledaš uvis, a sada sam došao da te odnesem natrag sa sobom u svoju kolibu."
Na to je Žena Pero jako zadrhtala. Tada je Jutarnja zvijezda skinula s njegove glave bogato žuto perje. Stavio joj ga je u desnu ruku, dok joj je u drugu ruku stavio grančicu kleke. I rekao joj je da zatvori oči, i ona je to učinila.
Kad je otvorila oči, bila je u Nebeskoj zemlji, stajala je ispred blistave kolibe, a uz nju je bila Jutarnja Zvijezda. Ovo je bio dom njegovih roditelja, Sunca (Natosi) i Mjeseca (Komorkis).
Sunce je bilo odsutno, bacajući svoje najtoplije ljetne zrake na sasušenu Zemlju, ali Mjesec je bio kod kuće i ljubazno je dočekao Ženu Pero. Odjenula je djevojku u mekani ogrtač od jelenove kože obrubljen losovim zubima. A kad se Sunce vratilo te noći, nazvao je Ženu Pero svojom kćeri.
Tako se udala za Jutarnju zvijezdu i živjeli su sretno u blistavoj kolibi. S vremenom su dobili sinčića kojeg su nazvali Star-Boy.
Jednog dana Mjesec je Ženi Perju dao kopačicu korijena i rekao joj da ide po Nebeskoj zemlji i iskopava sve vrste korijenja; ali nipošto da diraju Veliku repu koja je rasla u blizini kolibe. Jer kad bi to učinila, sve bi ih snašla nesreća.
Tako je iz dana u dan Žena Pero izlazila i kopačicu za korijenje. Često je viđala Veliku repu, ali iako je nikada nije dotakla, srce joj je bilo ispunjeno željom da vidi što se nalazi ispod nje.
Jednog dana dok je lutala u blizini kolibe, toliko ju je obuzela znatiželja da je položila Star-Boya na zemlju i uzela svoju kopačicu korijena, počela kopati oko Velike repe. Ali kopačica se pričvrstio za repu i ona ga nije mogla povući. Upravo su joj dva velika ždrala preletjela iznad glave, a ona ih je pozvala da joj pomognu. Zapjevali su čarobnu pjesmu i Velika je repa bila iščupana.
Tada je Žena Pero pogledala dolje kroz rupu u kojoj je bila Repa, i, gle, daleko ispod vidjela je logor Crnonogih, gdje je živjela. Dim se dizao iz koliba, a ona je mogla čuti smijeh djece koja su se igrala i pjesme žena na poslu. Taj ju je prizor ispunio čežnjom za domom i uplakana se vratila u blistavu kolibu.
Kad je ušla, Jutarnja zvijezda ju je ozbiljno pogledao i rekao: "Jao! Ženo Pero, iščupala si Veliku repu!"
Sunce i Mjesec su također bili uznemireni kada su znali da je bila neposlušna njihovim željama; i rekli su da se mora smjesta vratiti na Zemlju. Tako je Jutarnja Zvijezda tužno uzeo Ženu Pero za ruku i stavio malog Zvjezdanog dječaka na njeno rame, odveo je do Čovjeka pauka koji je živio u Nebeskoj zemlji.
Tada je Čovjek pauk ispleo mrežu kroz rupu koju je napravila Velika Repa i pustio Ženu Pero i njezino dijete na Zemlju. I njeni su je ljudi vidjeli kako dolazi poput Zvijezde padalice.
Roditelji su je dočekali i voljeli malog Star-Boya. I premda je nakon toga Žena Pero uvijek živjela sa svojim narodom, nije bila sretna; ali je čeznula da se vrati u Zemlju Neba, i vidi Jutarnju Zvijezdu. Ali njezine su čežnje bile uzaludne i uskoro je njezin nesretan život prekinut.

## Vanjske poveznice
- The Star Bride